# NGC 2797
NGC 2797 é uma galáxia  localizada na direcção da constelação de Cancer. Possui uma declinação de +17° 43' 38" e uma ascensão recta de 9 horas, 16 minutos e 21,7 segundos.
A galáxia NGC 2797 foi descoberta em 15 de Março de 1866 por Heinrich Louis d'Arrest.